# Hancockite
L'hancockite è un minerale appartenente al gruppo dell'epidoto. Nel 2006 questa specie questa specie era stata rinominata epidoto-(Pb) dall'Associazione Mineralogica Internazionale (IMA) nell'ambito della revisione del supergruppo dell'epidoto; nel 2015 è stato ripristinato nuovamente il vecchio nome.